# Valleruela de Sepúlveda
Valleruela de Sepúlveda è un comune spagnolo di 71 abitanti situato nella comunità autonoma di Castiglia e León.